# Zygoneura africana
Zygoneura africana är en tvåvingeart som beskrevs av Franz Lengersdorf 1938. Zygoneura africana ingår i släktet Zygoneura och familjen sorgmyggor.
Artens utbredningsområde är Kongo. Inga underarter finns listade i Catalogue of Life.